# Robulina
Robulina es un género de foraminífero bentónico considerado un sinónimo posterior de Lenticulina de la subfamilia Lenticulininae, de la familia Vaginulinidae, de la superfamilia Nodosarioidea, del suborden Lagenina y del orden Lagenida. Su especie tipo era Robulus cultratus. Su rango cronoestratigráfico abarcaba el Holoceno.

## Clasificación
Se describieron numerosas especies de Robulina. Entre las especies más interesantes o más conocidas destacan:
- Robulina cultratus

Un listado completo de las especies descritas en el género Robulina puede verse en el siguiente anexo.